# 1006 Lagrangea
1006 Lagrangea је астероид главног астероидног појаса са пречником од приближно 29,56 km.
Афел астероида је на удаљености од 4,263 астрономских јединица (АЈ) од Сунца, а перихел на 2,046 АЈ.
Ексцентрицитет орбите износи 0,351, инклинација (нагиб) орбите у односу на раван еклиптике 10,913 степени, а орбитални период износи 2046,669 дана (5,603 година).
Апсолутна магнитуда астероида је 11,20 а геометријски албедо 0,067.
Астероид је откривен 12. септембра 1923. године.